# Prometni podatki
Prometni podatki (tudi podatki o prometu) so dejstva in okoliščine, ki so povezane s elektronskimi komunikacijami, npr. telefonskim klicem, SMS sporočilo, ali obiskom spletne strani. Gre za podatke o tem, kdo je s kom komuniciral, od kje, kdaj, za koliko časa, in tako dalje. 
Navedene podatke zbirajo operaterji elektronskih komunikacij (tj. ponudniki mobilne telefonije, interneta, ter drugih komunikacijskih storitev), in sicer zlasti zaradi namenov zaračunavanja storitev, medomrežnega povezovanja, preprečevanja in razreševanja napak in goljufij ter upravljanja z omrežij. Tipični rok hrambe je nekaj mesecev, lahko tudi dlje.
Problematično pri tem je, da s to hrambo pri operaterjih nastajajo "obsežne zbirke osebnih podatkov uporabnikov teh storitev, iz katerih je mogoče izluščiti zelo natančne ugotovitve o njihovem zasebnem življenju". Posledično so tovrstni podatki zelo zanimivi za operativno delo policijskih in varnostnih služb, saj je iz njih mogoče enostavno, a z veliko natančnostjo za nazaj rekonstruirati medsebojne stike posameznih ljudi, oziroma izdelati pomembne zaključke o njihovem vsakdanjem zasebnem življenju. 

## Vsebina prometnih podatkov
Prometni podatki so različni od storitve do storitve.
Pri mobilni telefoniji zajemajo za vsak klic oziroma SMS/MMS vsaj:
- podatek o telefonski številki kličočega oziroma pošiljatelja, ter pripadajoče podatke o tej osebi iz evidence naročnikov
- podatek o telefonski številki klicanega oziroma prejemnika, ter spet pripadajoče podatke o tej osebi iz evidence naročnikov
- čas začetka storitve, ter trajanje storitve;
- lokacijo naročnika (oznaka bazne postaje, preko katere je bila začeta storitev, njene zemljepisne koordinate, ter azimut signala do naročnika)

Pri mobilnem dostopu do internata vsaj:
- seznam dodeljenih IP naslovov, ter čas njihove dodelitve
- za vsako podatkovno sejo, čas začetka in konca, ter količina prenesenih podatkov
- ponekod tudi podatki o drugi strani komunikacije (IP naslov, domena, naslov spletne strani ali druge storitve)

Pri fiksnem dostop do interneta vsaj:
- seznam dodeljenih IP naslovov, ter čas njihove dodelitve.

Pri storitvi digitalne televizije vsaj:
- čas vklopa in izklopa televizorja
- preklopi kanalov
- ogledi posnetkov na zahtevo
- podatki o uporabi aplikacij na televizorju

Pri storitvi e-pošte vsaj:
- podatek o pošiljatelju sporočila ter vseh naslovnikih sporočila
- podatek o naslovu sporočila
- podatek o velikosti sporočila, ter morebitnih priponkah
- izbrani drugi podatki iz zaglavja sporočila

Natančen seznam hranjenih prometnih podatkov je razviden iz njihove prijave v register zbirk osebnih podatkov pri Informacijskemu pooblaščencu.

## Pridobitev lastnih prometnih podatkov
V skladu s 30. členom Zakona o varstvu osebnih podatkov lahko vsakdo od operaterja pridobi izpis osebnih podatkov, ki se nanašajo nanj. Navedeno vključuje tudi prometne podatke.
Zahtevo je treba podati osebno v poslovalnici operaterja, ali jo poslati po pošti.
Rok za odgovor je 30 dni. 
Zapis podatkov je različen od operaterja od operaterja. Operater A1 npr. posreduje zaklenjeno ZIP datoteko, v kateri so izpisek naročniških podatkov, zadnji štirje razčlenjeni računi, ter izpisa zbirk za preprečevanje goljufij (csv datoteka) ter za izvajanje analiz (xls datoteka).

## Policijska raba
Slovenska policija že več kot dvajset let uporablja prometne podatke o telefonskih komunikacijah, vsaj od l. 1998 pa tudi prometne podatke o mobilnih komunikacijah (primer Bajc). Leta 2004 je bila z novelo Zakona o kazenskem postopku ZKP-F urejana tudi izrecna pravna podlaga za pridobivanje teh podatkov (149.b člen). Navedeni člen določa sorazmerno nizke pogoje za dostop do navedenih podatkov.

## Obvezna hramba prometnih podatkov
Po terorističnih napadih v Londonu in Madridu l. 2005 je Evropska unija na pobudo takrat predsedujoče Velike Britanije sprejela direktivo, s katero je države članice obvezala, da uredijo obvezno hrambo prometnih podatkov za vse javno dostopne elektronske komunikacije. Republika Slovenija je to direktivo prenesla med prvimi, že naslednje leto, ter določila dvoletni rok hrambe. Ta rok je bil kasneje skrajšan na 14 oziroma 8 mesecev za mobilne oziroma internetne komunikacije.
Slovensko Ustavno sodišče je leta 2014 razveljavilo nacionalno ureditev obvezne hrambe prometnih podatkov.
Vse od takrat potekajo poskusi ponovne uzakonitve obvezne hrambe prometnih podatkov.
1. ↑  Odločba Ustavnega sodišča RS št. U-I-65/13 z dne 3.7.2017, http://odlocitve.us-rs.si/sl/odlocitev/US30439